# Обанж
Оба́нж (фр. Aubange, валлон. Åbindje, люкс. Éibeng, нем. Ibingen) — коммуна в Валлонии, расположенная в провинции Люксембург, округ Арлон. Принадлежит Французскому языковому сообществу Бельгии. На площади 45,60 км² проживают 15 016 человек (плотность населения — 329 чел./км²), из которых 48,79 % — мужчины и 51,21 % — женщины. Средний годовой доход на душу населения в 2003 году составлял 12 365 евро.
Почтовый код: 6790-6792. Телефонный код: 063.